# Cirsium subniveum
Cirsium subniveum là một loài thực vật có hoa trong họ Cúc. Loài này được Rydb. mô tả khoa học đầu tiên năm 1917.